# Дама из Эльче
Да́ма из Э́льче (исп. Dama de Elche, кат. Dama d'Elx) — самый значительный памятник иберийского (древнеиспанского) искусства, был обнаружен 4 августа 1897 года в частных владениях близ города Эльче, Аликанте, Испания.

## Обнаружение и вывоз во Францию
Скульптура была найдена 4 августа 1897 года молодым работником Мануэлем Кампельо Эсклапесом (Manuel Campello Esclapez).
Через несколько недель после обнаружения артефакта его владельцы пригласили для осмотра французского археолога Пьера Пари (Pierre Paris), который признал его историческую подлинность и уведомил Лувр о необходимости срочного приобретения ценнейшего памятника. В результате скульптура была продана во Францию за весьма значительную по тем временам сумму в 4000 франков и вывезена в Париж, где её демонстрация произвела грандиозную сенсацию и открыла для учёных доселе неизвестную страницу античного искусства.

## Возвращение в Испанию
В 1941 году французское правительство вернуло бесценный экспонат в Испанию в рамках отдельного соглашения по обмену ряда произведений искусства. После возвращения «Дамы из Эльче» на родину испанский диктатор Франко приказал поместить скульптуру в мадридском музее Прадо. В настоящее время скульптура, наряду со скульптурой Дамы из Басы, экспонируется в Национальном археологическом музее в Мадриде. Однако в Валенсии действует фонд, выступающий за её возвращение в Эльче.

## Описание
Статуя, датируемая IV веком до н. э., представляет собой каменный бюст женщины, как считают многие исследователи, полихромный (многоцветный), в богатом уборе и с необычайно сложной причёской.

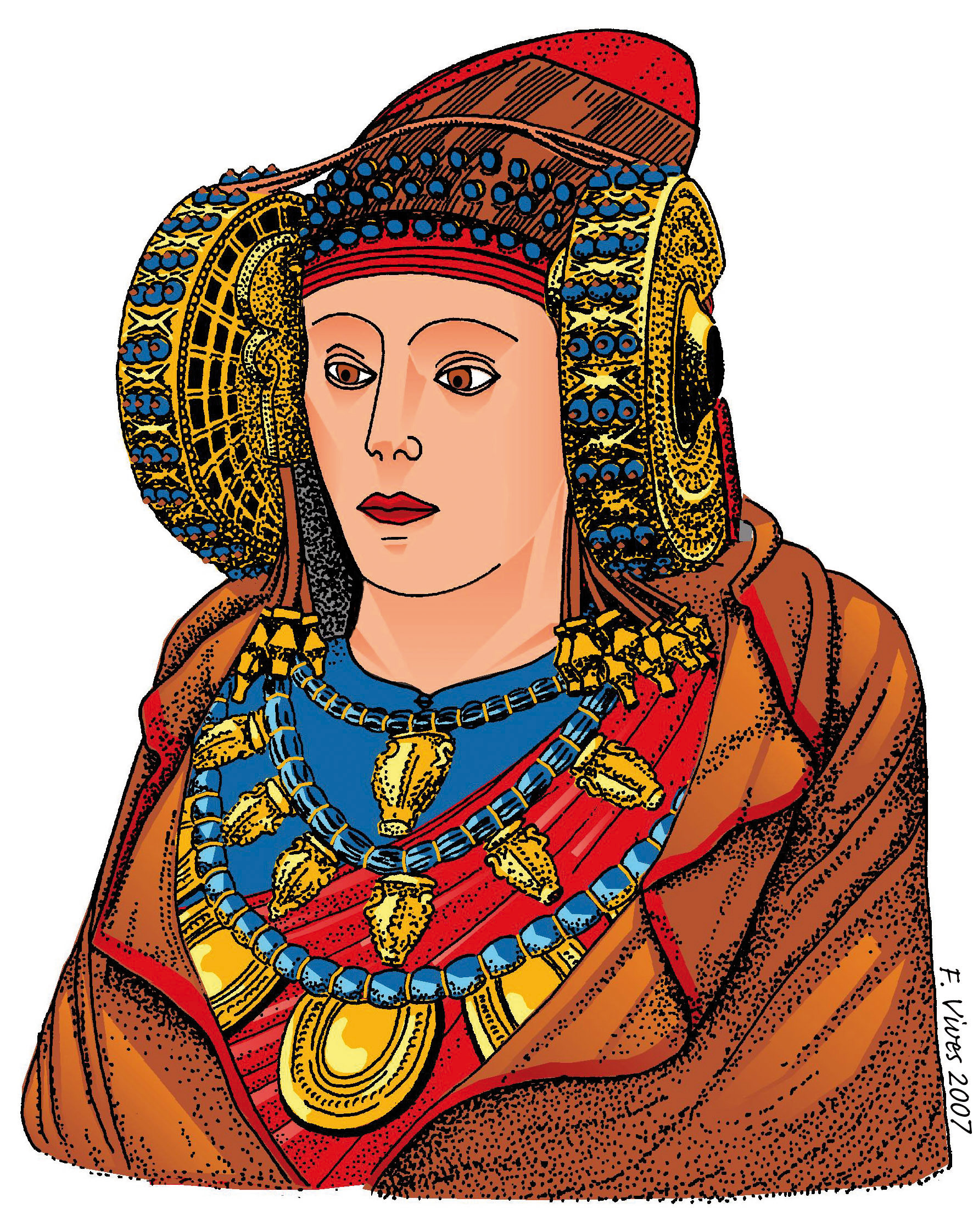
Реконструкция раскраски Франциско Вивеса, сделанная по результатам анализа пигментов 2005 года

Находящееся сзади отверстие свидетельствует в пользу того, что объект мог использоваться в качестве погребальной урны. Довольно тонкое понимание скульптором канонов эллинистической скульптуры позволило некоторым исследователям предположить, что он прошёл обучение в одной из греческих колоний Западного Средиземноморья. Согласно другой точке зрения, в памятнике нашли отражение принципы карфагенского искусства, а изображённая женщина — не кто иная, как финикийская богиня Астарта (или же Танит).

## Споры о подлинности
В 1995 году была выдвинута гипотеза, согласно которой Дама из Эльче — подделка, изготовленная под влиянием модерна около того времени, когда она была обнаружена. Однако эта теория не получила всеобщего признания. Проведённый в 2005 году технический анализ покрытия, камня и остатков пигмента статуи показал древнюю дату изготовления и соответствие другим известным памятникам иберийской скульптуры. В 2011 году исследовательница Мария Пилар Луксан, участвовавшая в предыдущей экспертизе, проанализировала микрочастицы из полости, расположенной в задней части скульптуры. Электронная микроскопия и спектрометрия установила, что частицы пепла человеческих костей принадлежат иберийскому периоду, что подтвердило её древность и ранее сделанный вывод, что статуя использовалась в качестве погребальной урны в античную эпоху.

## Галерея

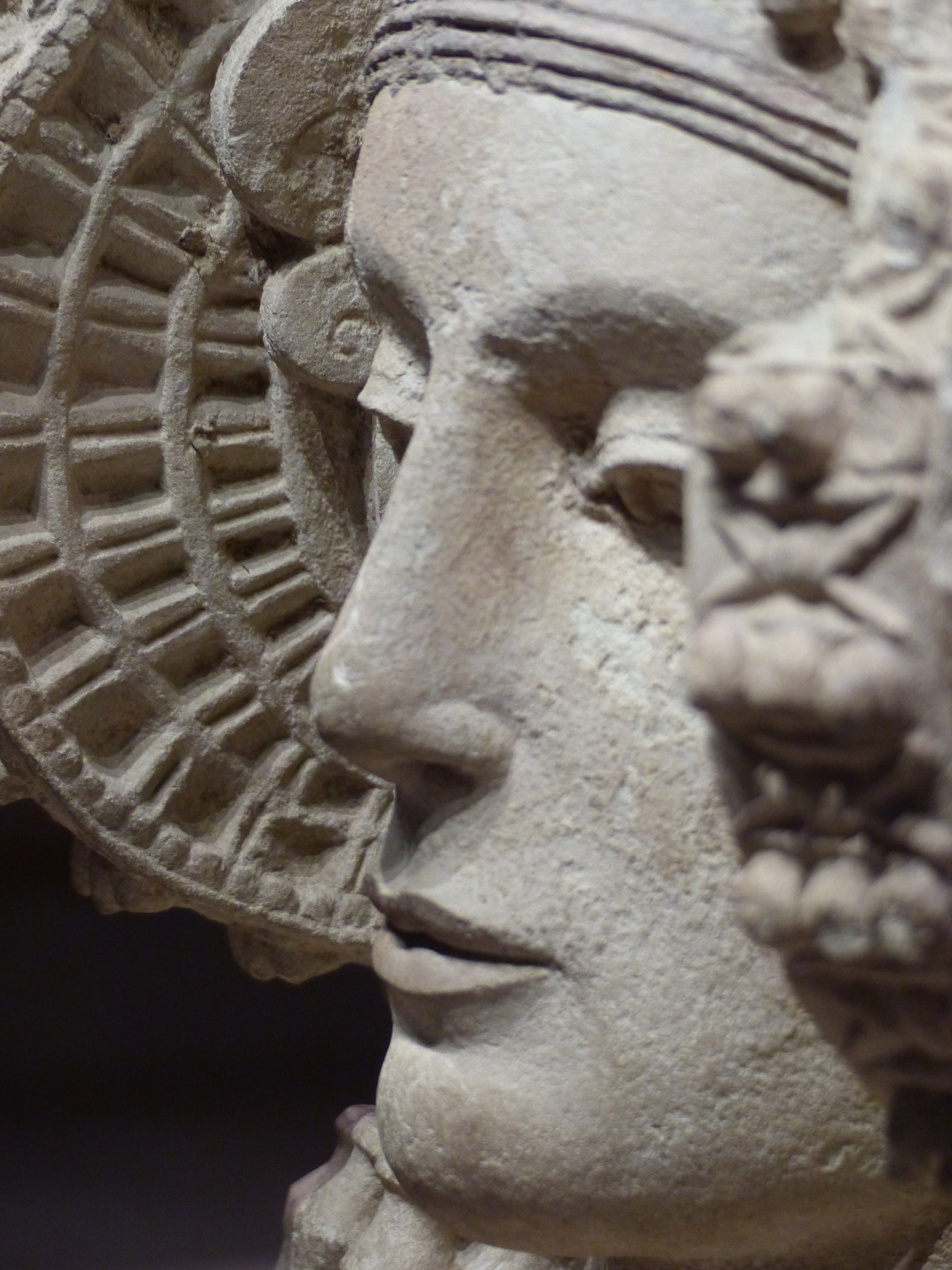
Лицо вблизи сбоку
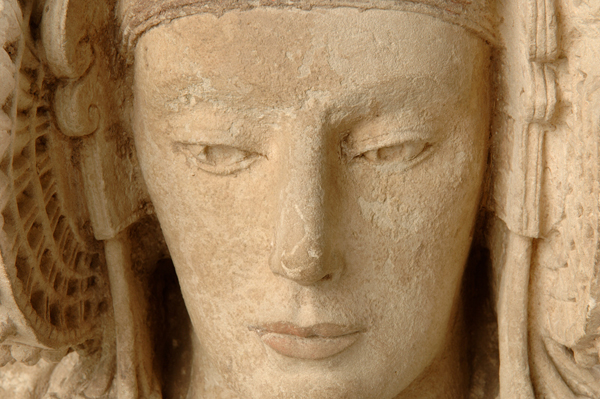
Лицо вблизи прямо
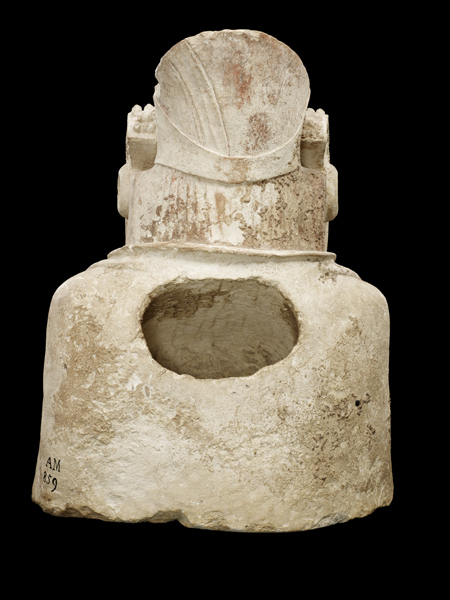
Отверстие сзади